# 两江峡谷国家森林公园
湖南两江峡谷国家森林公园是一个位于中国湖南省城步苗族自治县南山镇的国家森林公园，以山地峡谷地形为主，气候属亚热带山地季风湿润气候。森林公园内生物多样性保护完整，有高等植物2049种，其中蕨类植物有45科、118属、455种；种子植物167科、683属、1594种（裸子植物7科、12属、18种，被子植物160科、671属、1576种）。此外，园内共有自然和人文景点76个。